# オットマール・エリガー
オットマール・エリガー（Ottmar Elliger, 1633年–1679年）は、バロック期のフランドルの画家である。主に静物画を描いた。

## 生涯
オットマールはスウェーデンのヨーテボリで生まれ、アントウェルペンの画家ダニエル・セーヘルスのもとで画家としての修業を積んだ。オットマールの制作年代の最も古い作品は1653年のものである。1654年にコペンハーゲン、1660年にアムステルダム（結婚した場所）、1662年にドルトレヒト、1665年にハンブルクに登録されている。1670年にブランデンブルク選帝侯フリードリヒ・ヴィルヘルムの宮廷画家になり、ベルリンに滞在した。オランダ人の弟子ヘルマヌス・ノールドケルク（Hermanus Noordkerk）はアムステルダムで装飾画家としてのキャリアを始めまたが、ライデンで法律を学ぶために絵画をあきらめた。
アルノルト・ホウブラーケンによれば、オットマールは当時名声の頂点にあったダニエル・セーヘルスと一緒に訓練するために、ヨーテボリからアントウェルペンまで旅をした。オットマールの父は息子が言語に精通することを望んでいたが、それはオットマールが多くの旅行をしたので少なくとも部分的に望んだとおりになったであろう。
アントウェルペンでの初期の作品群はヤコブ・マレルの作品に類似していることが指摘されている。この画家はフランクフルトに滞在する間、オットマールと手紙のやり取りをしていたと思われる。
彼の同名の息子のオットマール・エリガー（1666–1735）も芸術家となった。

## ギャラリー

『果物、トカゲ、昆虫のいる静物』1664年 スウェーデン国立美術館
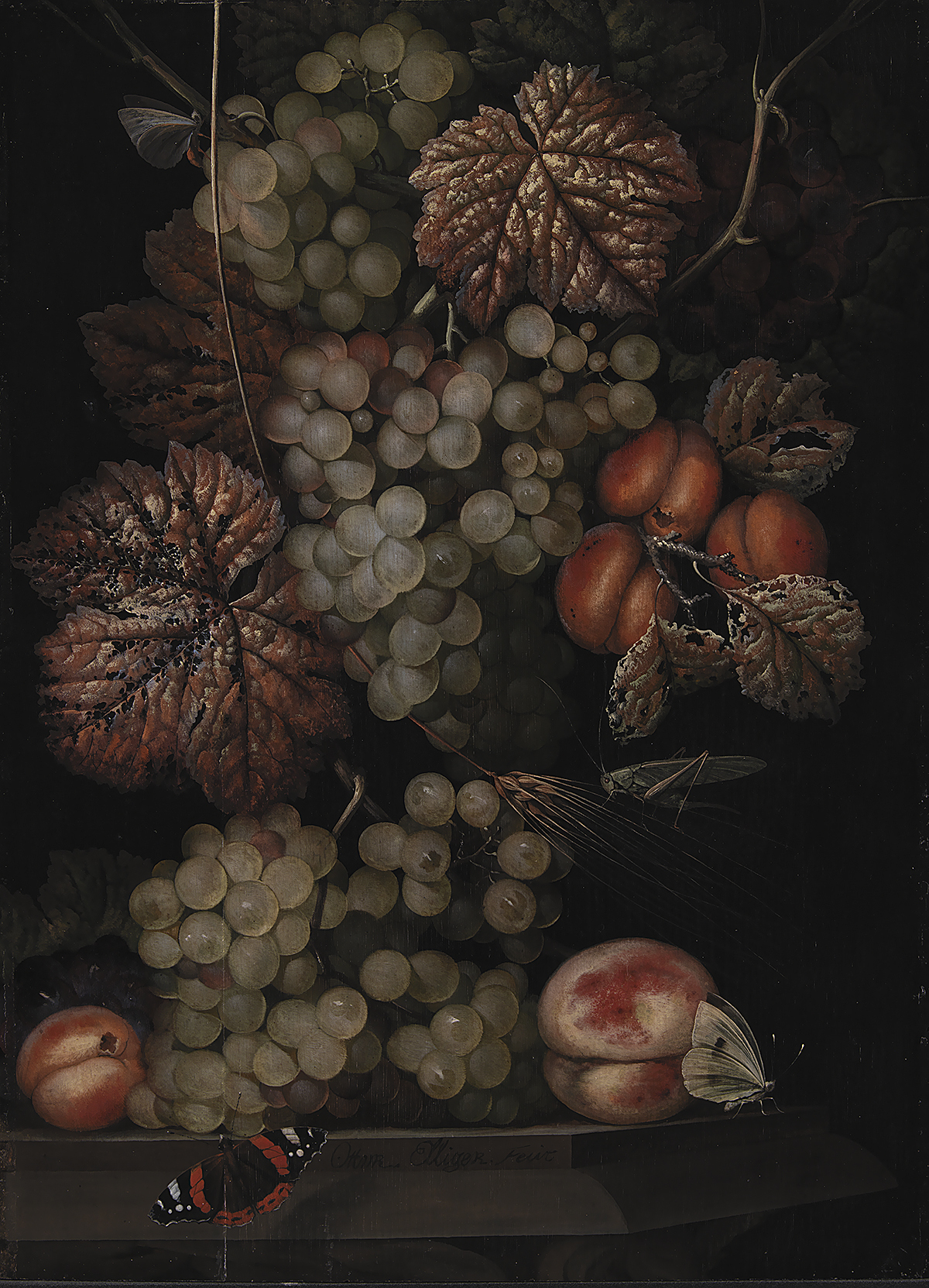
『静物』1667年 コペンハーゲン国立美術館所蔵
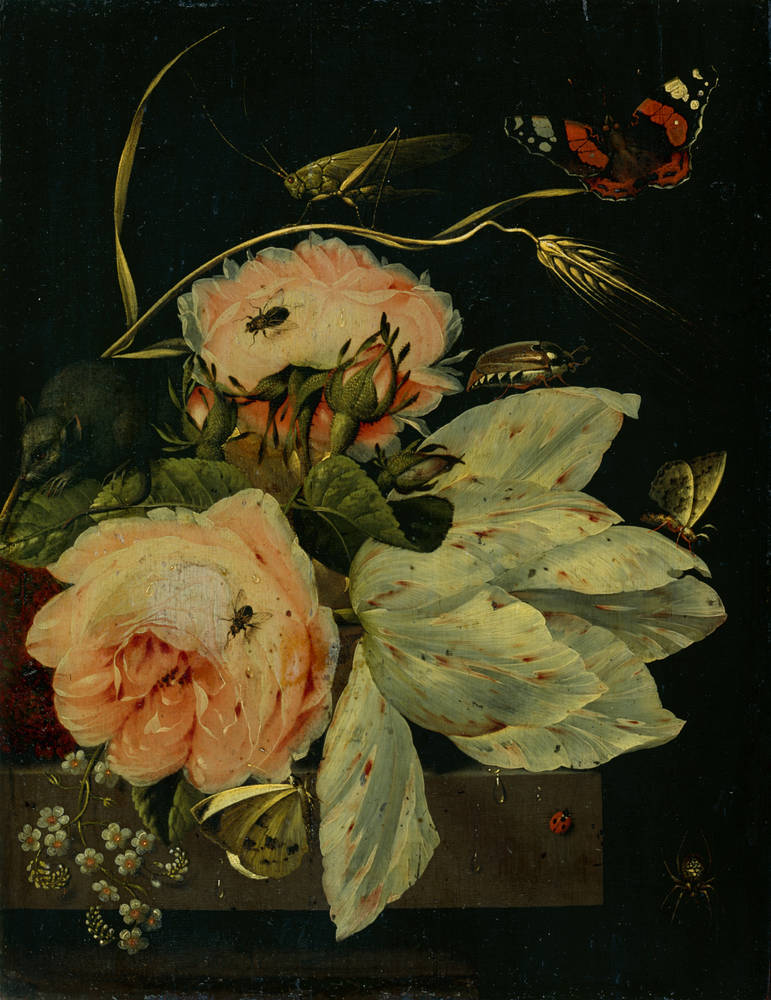
『蝶のいる花の絵』1667年 ドレスデン美術館所蔵
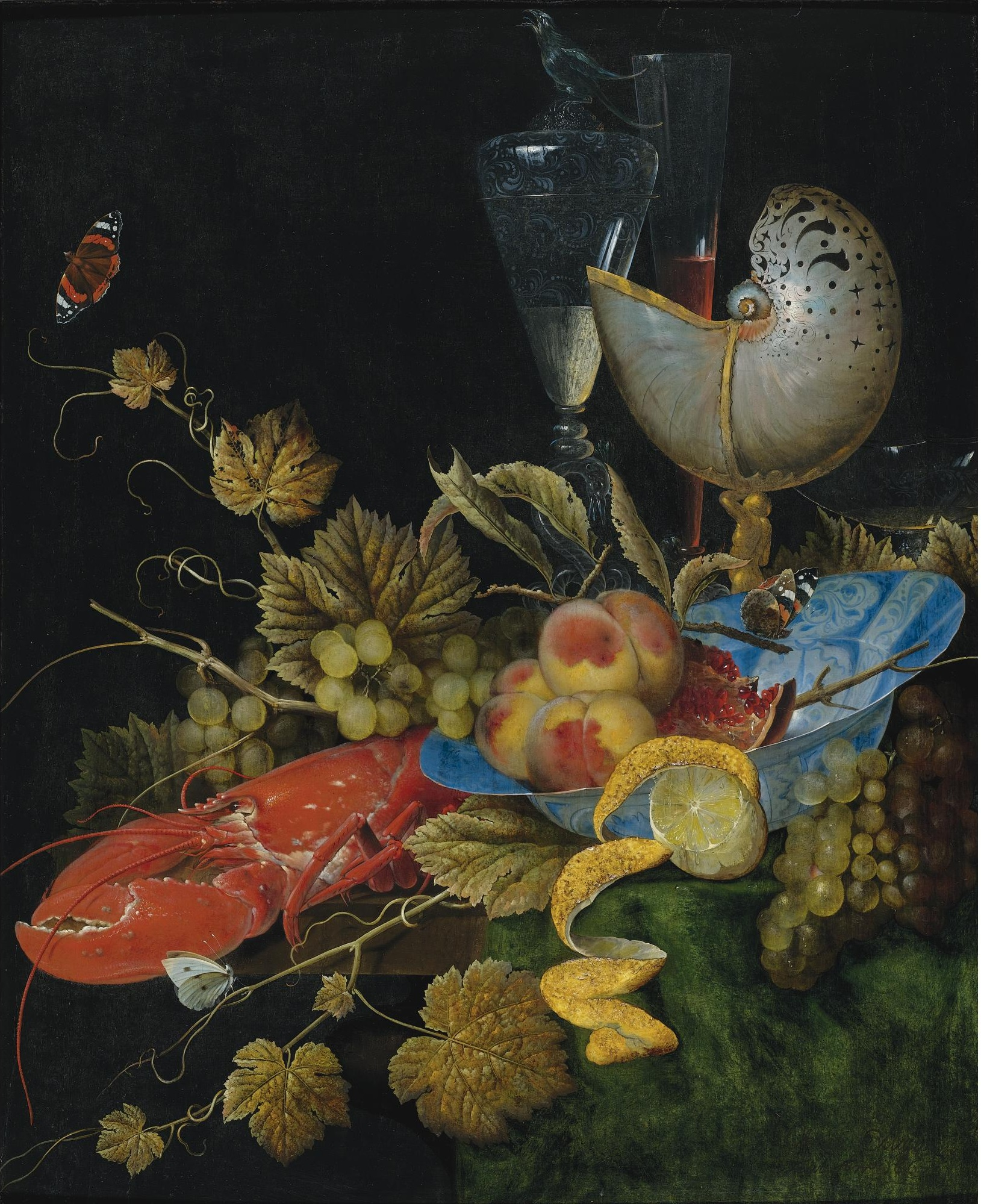
『ロブスターのいる静物』1667年 個人蔵
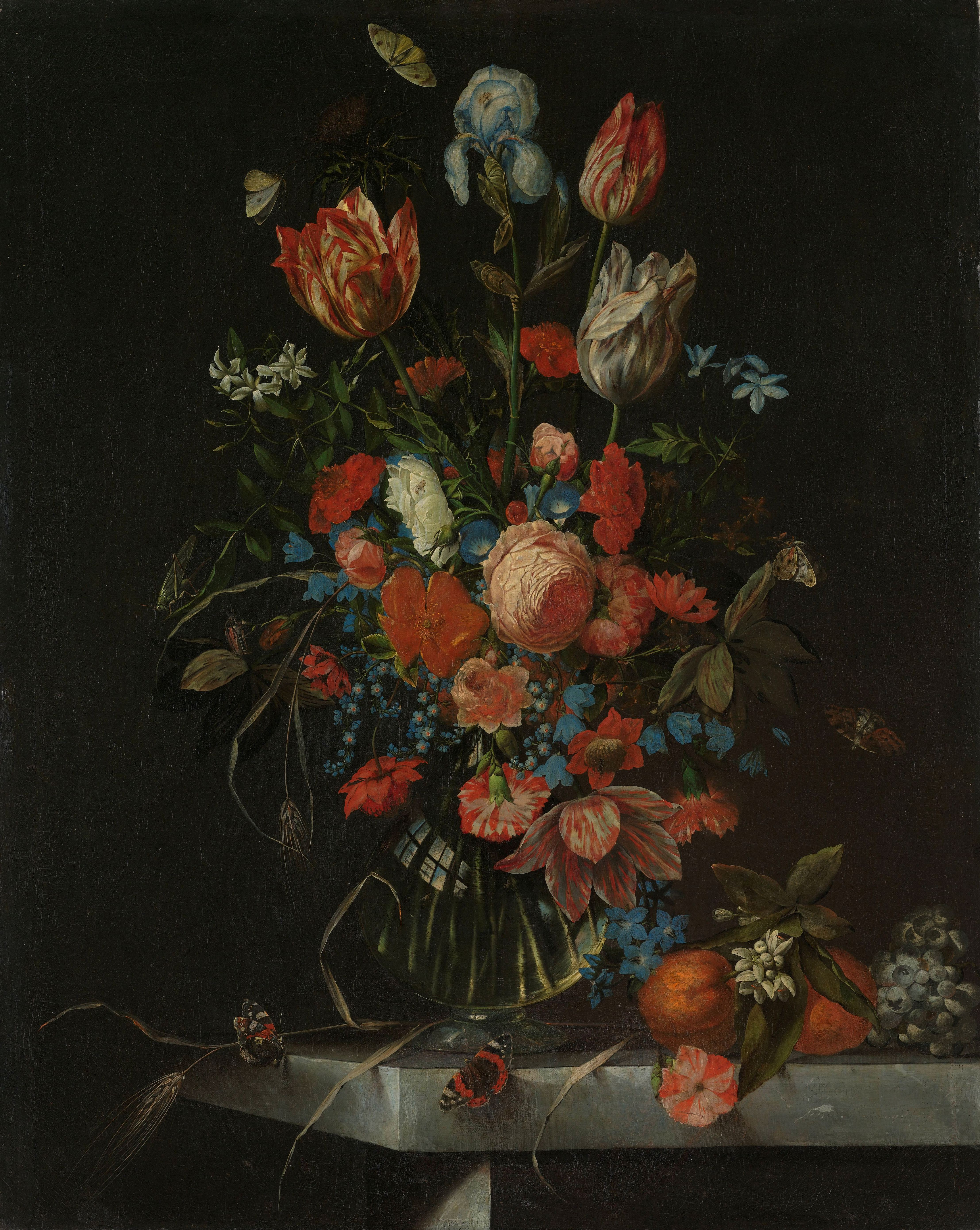
『花のある静物』1673年 アムステルダム国立美術館所蔵
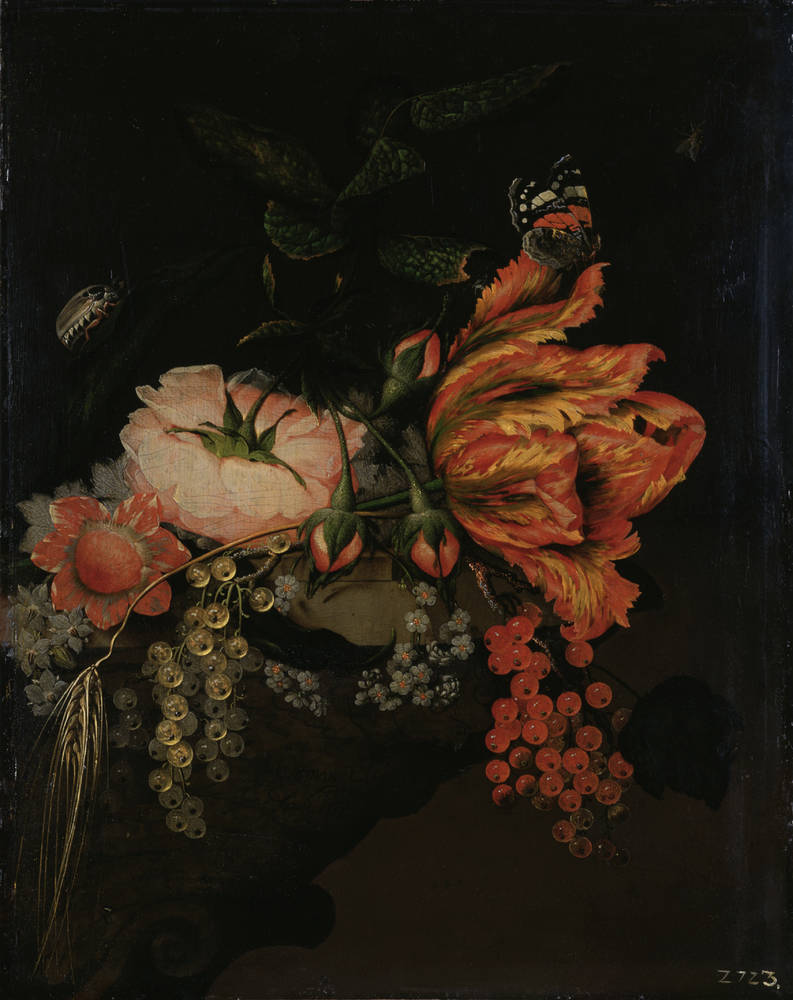
『果物と花』1674年 ドレスデン美術館所蔵
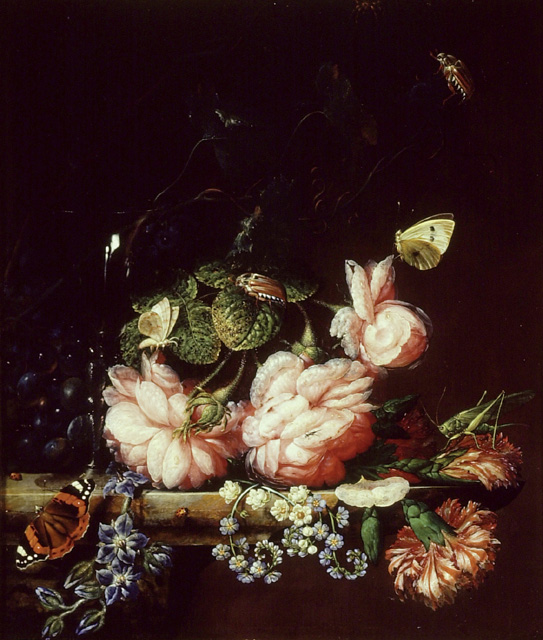
『花のある静物』1686年 アシュモレアン博物館所蔵
『花の絵』スウェーデン国立美術館所蔵
『花の絵』スウェーデン国立美術館所蔵